# The View
«The View» és l'únic senzill extret de l'àlbum Lulu, realitzat en col·laboració pels estatunidencs Lou Reed i Metallica, i publicat el 27 de setembre de 2011.
El videoclip fou dirigit per Darren Aronofsky i estrenat el 3 de desembre de 2011, on apareixen tan Lou Reed com Metallic tocant una versió més curta de la cançó.

## Llista de cançons
| 1. | «The View» | 5:17 |